# 沙达尔加第
沙达尔加第（英語：Sadarkati）是孟加拉国巴里薩爾專區比羅傑布爾縣的一个村庄, 位于孟加拉国西南部。沙达尔加第是孟加拉国华人的最大的人口村庄, 清真寺是沙达尔加第贾玛清真寺。